# Ronald Zoodsma
Ronald Zoodsma (* 5. September 1966 in Sneek) ist ein ehemaliger niederländischer Volleyballspieler.
Ronald Zoodsma begann mit dem Volleyball beim heimischen Verein Animo Sneek. 1985 wechselte er zum Spitzenclub Martinus Amstelveen. Hier wurde er unter Trainer Arie Selinger dreimal Niederländischer Meister und belegte dreimal Platz drei im Europapokal der Landesmeister. 1990/91 spielte Ronald Zoodsma beim TSV Milbertshofen in der deutschen Bundesliga und wurde unter Trainer Stelian Moculescu Deutscher Meister. Anschließend spielte er vier Jahre beim italienischen Spitzenverein Gabeca Montechiari, mit dem er 1992 den Europapokal der Pokalsieger gewann. 1996/97 spielte der Mittelblocker beim Moerser SC wieder in der Bundesliga. Von 1999 bis 2001 spielte Ronald Zoodsma wieder in seiner Heimat bei Piet Zoomers Apeldoorn, mit dem er 2000 niederländischer Pokalsieger und 2001 Meister wurde.
Ronald Zoodsma spielte 349 mal für die niederländische Nationalmannschaft und holte mit dieser in Barcelona bei den Olympischen Spielen 1992 Silber für die Niederlande, als man im Finale mit 0:3 gegen Brasilien unterlag.
Seit 2010 ist Ronald Zoodsma Cheftrainer beim niederländischen Verein Abiant Lycurgus Groningen.